# إيران (كلمة)

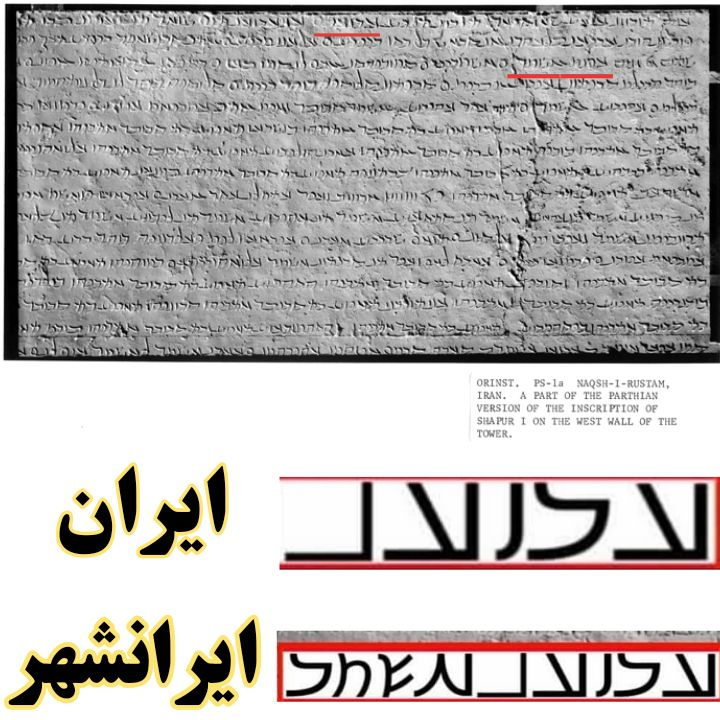
نقش شابور الأول في كعبة زرتوش (ق. AD 262) ، مع إبراز كلمتي: إيرانشهر وإيران.

في اللغة الفارسية الحديثة ، كلمة إيران مشتقة مباشرة من كلمة إيران الفارسية الوسطى في القرن الثالث الميلادي (𐭠𐭩𐭫𐭠𐭭)، والتي كانت تعني في البداية "الآريين [الإنجليزية]" قبل أن تكتسب دلالة جغرافية كإشارة إلى الأراضي التي يسكنها الآريون (إيران الكبرى). في المعنى الجغرافي، يتميز إيراني عن نقيضه أنيراني، والذي يعني حرفيًا "غير إيراني" (أي غير آري)؛ وهو مشابه إلى لفظتي العرب والعجم.
بالمعنى الجغرافي، تميزت إيران أيضًا عن إيرانشهر، وهو الاسم المفضل للإمبراطورية الساسانية، على الرغم من حقيقة أنها شملت أراضٍ لم تكن مأهولة في المقام الأول بالشعوب الإيرانية المختلفة.

## في الاستخدام ما قبل الإسلامي
أُثبتَت كلمة إيران لأول مرة في النقوش المصاحبة لنقش تنصيب أردشير الأول (حكم من 224 إلى 242) في نقش رستم. في هذا النقش ثنائي اللغة، يطلق الملك على نفسه اسم "أردشير ملك ملوك الآريين" (بالفارسية الوسطى (البهلوية): ardašīr šāhān šāh ī ērān ؛ بالفرثية:: ardašīr šāhān šāh ī aryān). إن الكلمتين الإيرانيتين الأوسطتين إيران وأريان هما صيغتان جمع غير مباشرتين للكلمة الجنتيلية -إر (الفارسية الوسطى) و أري- (الفرثية)، وكلاهما مشتق بدوره من الكلمة الإيرانية القديمة *أريا-، والتي تعني "'الآريين'، أي 'من الإيرانيين'". وقد أُثبض أن *أريا- الإيرانية القديمة هي علامة عرقية في النقوش الأخمينية باسم أريا- الفارسية القديمة، وفي تقليد الأفستا الزرادشتية بالأوستية أيرييا- / أيريا، إلخ. ومن "المحتمل جدًا" أن استخدام أردشير الأول للكلمة الإيرانية الوسطى إيران / أريان لا يزال يحتفظ بنفس المعنى كما كان في الإيرانية القديمة، أي أنه يشير إلى حالة إضافة للاسم العرقي بدلًا من اسم مكان.

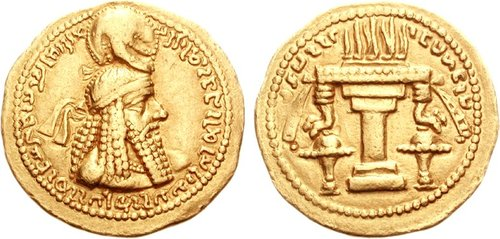
كلمة "إيران" (بالفارسية الوسطى (الهلوية) : 𐭠𐭩𐭫𐭠𐭭) على عملة الملك الساساني الأول أردشير الأول

لقد ظل التعبير "ملك ملوك الآريين" الموجود في نقش أردشير هو اللقب الشائع لجميع ملوك الساسانيين. وعلى نحو مماثل، اعتمد خلفاء أردشير النقش "عابد المازدا ( mazdēsn ) الرب أردشير، ملك ملوك الإيرانيين" الذي يظهر على عملات أردشير. مدّد ابن أردشير وخليفته المباشر، شابور الأول (حكم 240/42-270/72) اللقب إلى "ملك ملوك الإيرانيين وغير الإيرانيين [الإنجليزية]" (بالفارسية الوسطى (البهلوية): MLKAn MLKA 'yr'n W 'nyr'n شاهان شاه إيران أود أنيران ؛ وبالفرثية: MLKYN MLKA ’ry’n W ’ny’ry’n شاهين شاه أريان أود أنريان ؛ وباليونانية القديمة: βασιλεὺς βασιλέων Ἀριανῶν καὶ Ἀναριανῶν باسيليوس باسيليون أريانون كاي أناريانون)، وبالتالي توسيع نيته لحكم غير الإيرانيين أيضًا، أو لأن مناطق كبيرة من الإمبراطورية كانت مأهولة بغير الإيرانيين. في نقشه ثلاثي اللغات في كعبة زرتوشت، قدم شابور الأول أيضًا مصطلح *إيرانشهر. يتضمن نقش شابور قائمة بالمقاطعات في إمبراطوريته، وهذه تشمل المناطق في القوقاز التي لم تكن مأهولة بالأغلبية من الإيرانيين؛ على عكس الهضبة الإيرانية وآسيا الوسطى وخراسان.  أُثبت وجود كلمة أنرانشهر المضادة بعد ثلاثين عامًا في نقوش كارتير [الإنجليزية]، وهو رئيس كهنة في عهد العديد من الملوك الساسانيين. يتضمن نقش كارتير أيضًا قوائم بالمقاطعات، ولكن على عكس نقش شابور، يعتبر المقاطعات في القوقاز أنرانشهر. يمكن مقارنة هذين الاستخدامين بكلمة إيرانشهر كما فهمها الساسانيون المتأخرون في شهرستان ورانشهر، والتي هي وصف لعواصم المقاطعات المختلفة في أورانشهر، وتشمل إفريقيا والجزيرة العربية أيضًا.
وعلى الرغم من هذا الاستخدام الكتابي لكلمة "إيران" للإشارة إلى الشعوب الإيرانية، فإن استخدام كلمة "إيران" للإشارة إلى الإمبراطورية (والكلمة المعاكسة "أنيران" للإشارة إلى الأراضي الرومانية) أُثبت أيضًا في الفترة الساسانية المبكرة. يظهر كل من إيران وأنيران في النص التقويمي الذي كتبه ماني في القرن الثالث. ويظهر نفس الشكل القصير في أسماء المدن التي أسسها السلالات الساسانية، على سبيل المثال في إيران-خورا-شبهر "مجد إيران الشابوري". ويظهر أيضًا في ألقاب موظفي الحكومة، كما هو الحال في إيران-أمارجر "المحاسب العام لإيران"، وإيران-دبربد "كبير كتاب إيران"، وإيران سبهبد "الأصبهبذ الإيراني".
نظرًا لأن ما يعادل كلمة إيران شهر لا يظهر في اللغة الإيرانية القديمة (حيث كان من الممكن أن يكون *آريانام شاثا- أو في اللغة الفارسية القديمة *- كساكا- ، "حكم، سيادة")، فمن المفترض أن المصطلح كان تطورًا في العصر الساساني. في الجزء اليوناني من نقش شابور الثلاثي اللغات تظهر كلمة " شهر" (مملكة) في صورة "إثنوس" (اسم الجر من "إثنوس") "أمة". بالنسبة للمتحدثين باللغة اليونانية، لم تكن فكرة العرق الإيراني جديدة: يذكر هيرودوت (7.62) في منتصف القرن الخامس قبل الميلاد أن الميديين أطلقوا على أنفسهم ذات يوم اسم أريوي. يستشهد إسطرابون في القرن الأول قبل الميلاد بإراتوستينس في القرن الثالث قبل الميلاد لملاحظة العلاقة بين الشعوب الإيرانية المختلفة ولغاتها: "[من] ما وراء نهر السند [...] امتدت أريانا لتشمل جزءًا من بلاد فارس وميديا وشمال باختر وبلاد الصغد ؛ لأن هذه الأمم تتحدث نفس اللغة تقريبًا." (كتاب الجغرافيا [الإنجليزية]، 15.2.1-15.2.8). داماسكيوس (الشكوك والحلول في بارمنيدس لأفلاطون، 125 وما بعدها.) يقتبس أوديمس الرودسي في منتصف القرن الرابع قبل الميلاد عن "الزرداشتيين وكل هؤلاء من النسب الإيراني (أريون)". يصف ديودورو الصقلي (1.94.2) في القرن الأول قبل الميلاد زرادشت بأنه أحد الآريانيين.

## في العصور الإسلامية المبكرة
لم تكن مصطلحات إيران / إيرانشهر شائعة لدى الخلفاء الناطقين بالعربية، حيث كان استخدام كلمتي العجم والفُرس للإشارة إلى غرب إيران (أي الأراضي التي فتحها العرب في البداية والتي تقابل تقريبًا دولة إيران الحالية مع أجزاء في آسيا الوسطى) أكثر انتشارًا من الاستخدام الإيراني الأصلي.:327 علاوة على ذلك، بالنسبة للعرب، كانت كلمة إيران / إيرانشهر ملوثة بسبب ارتباطها بالساسانيين المهزومين، حيث كان كون الشخص إيرانيًا يعني أيضًا كونه مزدايسن، أي زرادشتيًا.:327 وعليه، فبينما كان العرب عمومًا منفتحين تمامًا على الأفكار الإيرانية إذا كانت تناسبهم، فإن هذا لم يمتد إلى الدلالات القومية والدينية في إيران/إيرانشهر ، ولا إلى الازدراء المصاحب لغير الإيرانيين، والذي شمل أيضًا بحلول العصر الإسلامي العرب و"الأتراك".
"هذا القبر هو قبر خُرداد، ابن أُهرمزد آفريد، رحمه الله. من أرض إيرانشهر، من ناحية زرغان، من قرية خِشْت."
ويُقرأ باللغة الأصلية كالآتي:
أدى صعود الخلافة العباسية في منتصف القرن الثامن إلى إنهاء سياسة الأمويين التي امتازت بسياسة التفوق العربي، مما بدأ في إحياء الهوية الإيرانية. وقد شجع على ذلك نقل العاصمة من الشام إلى العراق، الذي كان أقرب للإيرانيين. علاوة على ذلك، في العديد من المحافظات الإيرانية، كان سقوط الأمويين مصحوبًا بصعود سلالات إيرانية مستقلة بحكم الأمر الواقع في القرنين التاسع والعاشر: الطاهريون والصفاريون والسامانيون في شرق إيران وآسيا الوسطى، والزياريون والكاكوييون والبويهيون في وسط وجنوب وغرب إيران. كل من هذه السلالات حددت نفسها على أنها "إيرانية"، تجلى ذلك في أنسابهم المخترعة، والتي وصفتهم بأنهم من نسل الملوك ما قبل الإسلام، والأساطير وكذلك استخدام لقب شاهنشاه من الحكام البويهيين. لقد أتاحت هذه السلالات لـ أهل القلم، أي النخبة الأدبية، فرصة إحياء فكرة إيران.
وكان أشهر أفراد هذه النخبة الأدبية هو الفردوسي، الذي اكتملت كتابته الشاهنامة حوالي عام 1000 ميلادية، والتي استندت جزئيًا على التقاليد الساسانية والشفهية والأدبية السابقة. في وجهة نظر الفردوسي حول الأساطير، فإن أول رجل وأول ملك خلقهما أهورا مزدا هما أساس إيران. وفي الوقت نفسه، تُصور إيران على أنها تحت تهديد من الشعوب الأنيرانية، التي يقودها الحسد والخوف والشياطين الشريرة الأخرى (الندى) لأهريمان للتآمر ضد إيران وشعبها. "العديد من الأساطير المحيطة بهذه الأحداث، كما تظهر [في الشاهنامه]، كانت من أصل ساساني، وخلال فترة حكمه اندمجت السلطة السياسية والدينية وبُنيَت الفكرة الشاملة لإيران."
مع مرور الوقت، بدأ الاستخدام الإيراني لكلمة "إيران" يتوافق مع أبعاد كلمة "الفرس" العربية، كما هو الحال في كتاب تاريخ سيستان الذي يقسم كلمة "إيران" إلى أربعة أجزاء ويقيدها بغرب إيران فقط، ولكن هذه الممارسة لم تكن شائعة بعد في أوائل العصر الإسلامي. في تلك المرحلة المبكرة، كانت كلمة "إيران" لا تزال في الغالب تعني "الأراضي التي يسكنها الإيرانيون" بشكل عام في الاستخدام الإيراني، وفي بعض الأحيان أيضًا بالمعنى الساساني المبكر حيث كانت كلمة "إيران" تشير إلى الناس، وليس إلى الدولة. ومن أبرز هؤلاء فاروقي السيستاني، وهو معاصر لفردوسي، والذي يقارن أيضًا بين " إيران " و"توران"، ولكن - على عكس الفردوسي - بمعنى "أرض الطورانيين [الإنجليزية]". كما عُثر على المعنى الساساني المبكر أحيانًا في الأعمال التي كتبها الزرادشتيون في العصور الوسطى، الذين استمروا في استخدام الفارسية الوسطى حتى في المؤلفات الجديدة، بعكس الفُرس المسلمين. يستخدم كتاب "دين كرد" ، وهو عمل يعود إلى القرن التاسع الميلادي من التقاليد الزرادشتية، كلمة "إيران" للإشارة إلى الإيرانيين وكلمة "أنيران" للإشارة إلى غير الإيرانيين. ويستخدم دين كرد أيضًا عبارة إرده ، وهي جمع إيران دهان، للإشارة إلى الأراضي التي يسكنها الإيرانيون. يستخدم كتاب كارناماج أردشير [الإنجليزية]، وهو مجموعة سيرة ذاتية من الأساطير المتعلقة بأردشير الأول تعود للقرن التاسع، كلمة "إران" حصريًا فيما يتعلق بالألقاب، أي "شاه-إي-إران" و"إران-سباهبد" (12.16، 15.9)، ولكنه يطلق على البلد اسم "إرانشهر" (3.11، 19؛ 15.22، إلخ). هناك مثال واحد في كتاب أردا ويراز (1.4)، يحافظ أيضًا على اللغة غير الرسمية في إيران دهبد متميزة عن إيران شهر الجغرافية. ومع ذلك، فإن هذه الحالات التي تلت العصر الساساني حيث أشارت كلمة "إيران" إلى الناس بدلًا من الدولة، نادرة، وبحلول الفترة الإسلامية المبكرة كان "التسمية العامة لأرض الإيرانيين [...] بحلول ذلك الوقت كانت إيران (وأيضًا إيران زمين، شهر إيران)، وإيراني لسكانها." إن "فهم كلمة إيران بشكل عام جغرافيًا يتضح من خلال تكوين صفة " إيراناج" "إيراني"، والتي ثبتت لأول مرة في كتاب "بندشن" والأعمال المعاصرة."
في الأدب الزرادشتي في العصور الوسطى ظلت الهوية الإيرانية مرادفة للزرادشتية مما أبعد الفُرس المسلمين عنها، ولكن يبدو أن هذا تغير في القرون القادمة،:328. في هذه النصوص، لا يُنظر إلى الديانات الأخرى على أنها "غير زرادشتية"، بل على أنها غير إيرانية.:328هذا هو الموضوع الرئيس في أيادغار وزريران 47، حيث يتناقض إره "الإيرانية" مع أنإره ، ويتناقض إير-مينيشنيه "الفضيلة الإيرانية" مع أن-إير-مينيشنيه . ويذهب كتاب دادستان دينك [الإنجليزية] (40.1-2) إلى أبعد من ذلك، إذ يوصي بالموت على الإيراني الذي يقبل دينًا غير إيراني (داد إي أن-إير-إيه).:328 علاوة على ذلك، ترفع هذه النصوص التي تعود إلى العصور الوسطى أسطورة أيريانيم فايجا (MP: ērān-wez) في أفستا إلى مركز العالم (<span typeof="mw:Transclusion" data-mw="{&quot;parts&quot;:[{&quot;template&quot;:{&quot;target&quot;:{&quot;href&quot;:&quot;قالب:وإو&quot;,&quot;wt&quot;:&quot;وإو&quot;},&quot;params&quot;:{&quot;1&quot;:{&quot;wt&quot;:&quot;دادستان دينك&quot;},&quot;2&quot;:{&quot;wt&quot;:&quot;Dadestan-i Denig&quot;}}}}]}"></span>. 20.2)، وتعطيها دورًا كونيًا، إما ( PRDd . 46.13) حيث يتم خلق جميع أشكال الحياة النباتية، أو (بندشن . 1a.12) حيث يتم خلق الحياة الحيوانية.:327وفي مكان آخر (WZ 21)، يُتصور أن هذا هو المكان الذي نُور زرادشت فيه. في دين كرد الثالث .312، يُتصور أن البشر كانوا يعيشون هناك أولًا، حتى أمرهم فهامان [الإنجليزية] وسُروس [الإنجليزية] بالانتشار.:328 يتوافق هذا مع التفسير الذي قدمه أدورفارنباغ لأحد المسيحيين عندما سأله لماذا أرسل أورمزد دينه إلى إيرانشهر فقط.:328 لا تُعتبر كل النصوص أن الإيرانية والزرادشتية مترادفتان. على سبيل المثال، يعتبر دين كرد الثالث.140 أن الزرادشتيين هم الإيرانيون الأفضل.:329
كما أن وجود مفهوم ثقافي لـ "الإيرانية" (الإيرانيات) يتجلى أيضًا في محاكمة أفشين في عام 840، كما سجله الطبري. كان أفشين، الحاكم الوراثي لأوشروسانا، على الضفة الجنوبية للجزء الأوسط من نهر سيحون، متهمًا بنشر المشاعر القومية العرقية الإيرانية. وأقر أفشين بوجود الوعي الوطني (العجمية) وتعاطفه معها. "تكشف هذه الحلقة بوضوح ليس فقط عن وجود وعي واضح بالهوية الثقافية الإيرانية والأشخاص الذين روجوا لها بنشاط، بل وأيضًا عن وجود مفهوم (الأعجمية أو الإيرانية) لنقلها."

## الاستخدام الحديث

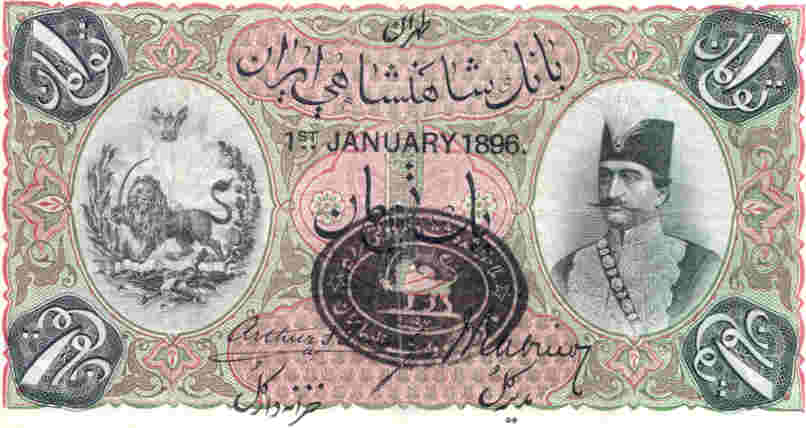
ورقة نقدية من العصر القاجاري تحمل صورة ناصر الدين شاه القاجاري. وينص على: صَدَرَت من البنك الإمبراطوري الإيراني

خلال العصر الصفوي (1501-1736)، استعادت معظم أراضي الإمبراطورية الساسانية وحدتها السياسية، وكان الملوك الصفويون يتولون لقب "شاهنشاه إيران" (ملك ملوك إيران). أعاد الصفويون إحياء مفهوم المناطق المحروسة في إيران، والتي بدءًا منها ستشكل الاسم الشائع والرسمي لإيران حتى أوائل القرن العشرين. ومن الأمثلة على ذلك مفيد بافقي (توفي عام 1679)، الذي ذكر إيران مرات عديدة، واصفًا حدودها وحنين الإيرانيين الذين هاجروا إلى الهند في تلك الحقبة. حتى السلاطين العثمانيين، عند مخاطبتهم لشاه آق قويونلو والشاه الصفويين، استخدموا ألقابًا مثل "ملك الأراضي الإيرانية" أو "سلطان أراضي إيران" أو "ملك ملوك إيران، سيد الفرس". وقد استُخدم هذا اللقب، بالإضافة إلى لقب "شاه إيران"، في وقت لاحق من نادر شاه أفشار والملوك القاجاريين والبهلويين. منذ عام 1935، حل اسم "إيران" محل أسماء أخرى لإيران في العالم الغربي. لاحظ جان شاردان، الذي سافر في المنطقة بين عامي 1673 و1677، أن "الفرس، في تسمية بلادهم، يستخدمون كلمة واحدة، ينطقونها بلا مبالاة إيرون وإيران. [...] وكثيرًا ما نجد هذين الاسمين لإيران وتوران في التواريخ القديمة لبلاد فارس؛ [...] وحتى يومنا هذا، يُطلق على ملك بلاد فارس اسم بادشا إيران [ بادشاه = 'ملك']، والوزير الأعظم، إيران ميداري [أي ميداري = 'ميسّر']، قطب بلاد فارس".
ظل اسم فارس الاسم الشائع تاريخيًّا لدولة إيران في العالم، لكن هذا الاسم يُشير فقط لمحافظة فارس دون الأخذ ببقية الشعوب الإيرانية مثل طاجيك، والطالشيون وغيرهم. حتى عام 1935 وتحديدًا في عيد النيروز، حيث طلب رضا شاه بهلوي من المندوبين الأجانب استخدام اسم إيران كاسم رسمي في المراسلات الرسمية. منذ ذلك الحين فإن استخدام اسم «إيران» أصبح أكثر شيوعًا في العالم الغربي. تلا هذا تغيير حدث مع الثورة الإيرانية عام 1979 م، حيث أصبح الاسم الرسمي للبلاد هو "الجمهورية الإسلامية في إيران"، وهو مصطلح يعني أن هذه جمهورية إسلامية وقعَت في إيران، أي أن إيران جزء من أمة إسلامية أكبر، وهو ما يُثير غضب القوميين الفُرس في هذا الاسم.